# Vicente Calabuig
Vicente Calabuig, španski rokometaš, * 3. marec 1953, Mogente.
Leta 1980 je na poletnih olimpijskih igrah v Moskvi v sestavi španske rokometne reprezentance osvojil 5. mesto.